# Садиба на вулиці Євгена Чикаленка, 21
Садиба на вулиці Євгена Чикаленка, 21 — історичний будинок у Києві. Є однією з найімпозантніших житлових споруд доби модерну у столиці.

## Історія
У 1911—15 в будинку жив Зекцер Йосип Абрамович — київський архітектор, автор визначних споруд у стилі модерн.
Флігель було здано за контрактом для розміщення лікарні, що після жовтневого перевороту була перетворена на Другу робітничу лікарню.

## Опис
П'ятиповерховий з боку вулиці, шестиповерховий з тильної частини, цегляний, тинькований, у плані Н-подібний. Дах вальмовий з бляшаним покриттям. Фасад виконано в стилі модерн з симетричною композицією, що утворена двома бічними прямокутними еркерами другого-четвертогоо поверхів і центральною групою з напівкруглих еркерів третього і четвертого поверхів, які завершено балконами. Стіни над бічними еркерами мають тридільні прямокутні аттики. Цоколь облицьовано рваним гранітом.
Має рельєфні орнаментальні смуги в міжповерхових простінках, великі квіти обабіч вхідної арки, у фризі й центральному фронтоні вставки з синіх глазурованих кахлів різних відтінків. Низ балконів оздоблено ліпленими консолями у вигляді напіврозеток.
Має коридорно-секційне планування з центральним розподільчим вузлом і чотирма чорними сходами.
Шестиповерхова, оздоблена у стилі модерн з елементами неоготики, будівля № 21б виходить на терасу, що облаштована на схилі у глибині ділянки. Має бічні ризаліти, у наріжжях яких влаштовано лоджії, на флангах — довгі балкони. Первісний балкон з огородженням із мотивом ажурних навкісних хрестів зберігся над проїздом. На шостому поверсі цеглою викладено дату будівництва «1910—1912». Фасади стін розкреслено вертикалями лізенів та тягами, що оздоблені цегляним орнаментом (поребриком, зубцями, трикутниками-городцями). Під карнизом є фриз, що оформлений ніжками з подвійними хрестами. У рисах неготичного аттика можна помітити алюзію на Київський політехнічний інститут, у формах наріжних лоджій — схожість з терасами будинку № 8-б на вул. Великій Житомирській, архітектора Зекцера Йосипа Абрамовича.
Мистецьку цінність має дерев'яний тамбур парадного входу з масивними дверима, що оздоблені пласким різьбленням і металевими деталями з мотивами раннього модерну. Збереглися інші модерні елементи: мармурові сходи, паркет з візерунками у вестибюлі, ґрати дворового проїзду оригінального рисунка.

## Популярність
В інтер'єрі будинку знімалися сцени фільмів «Ад'ютант його ясновельможности» та «Як гартувалася сталь».

## Галерея

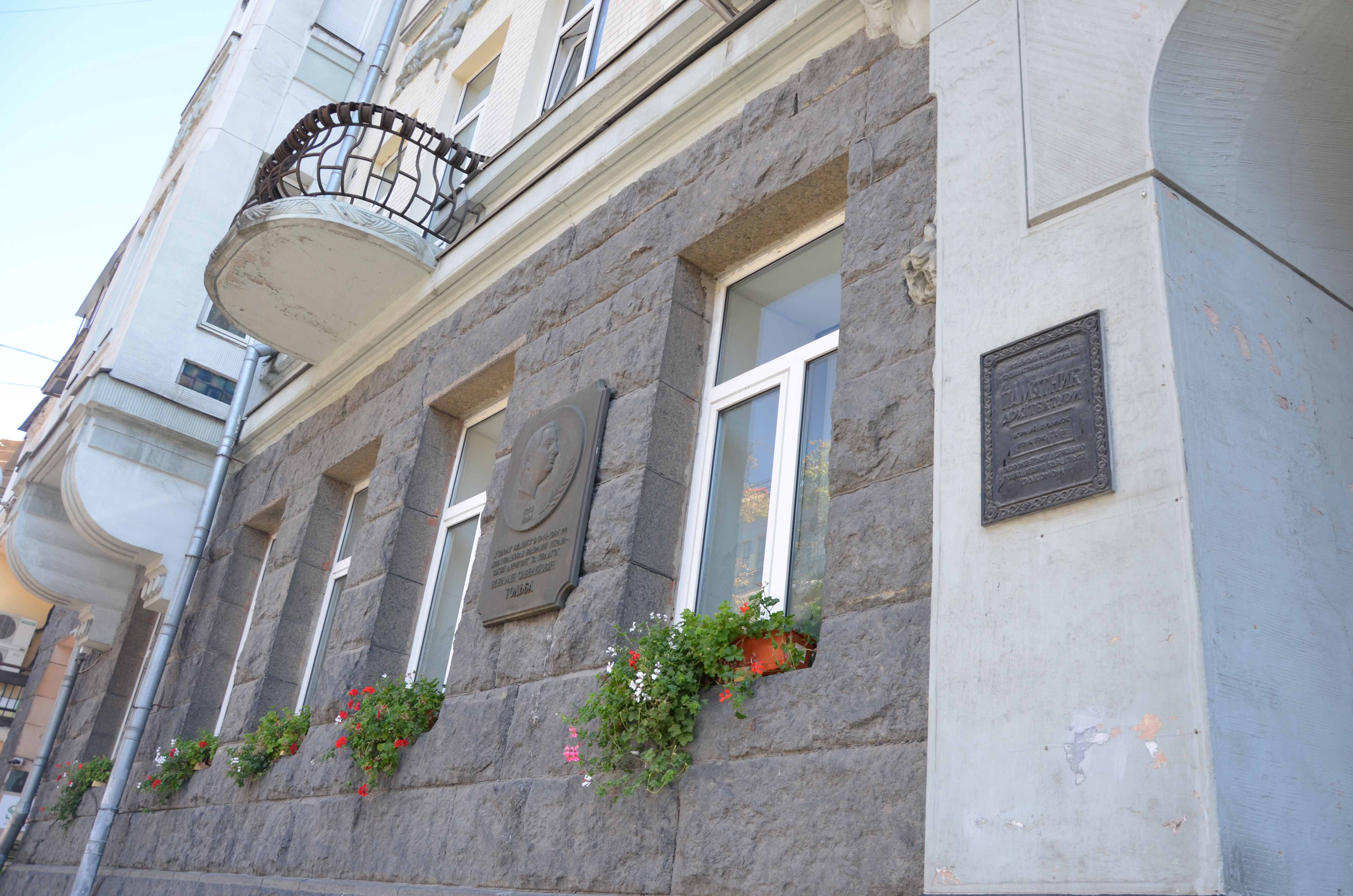
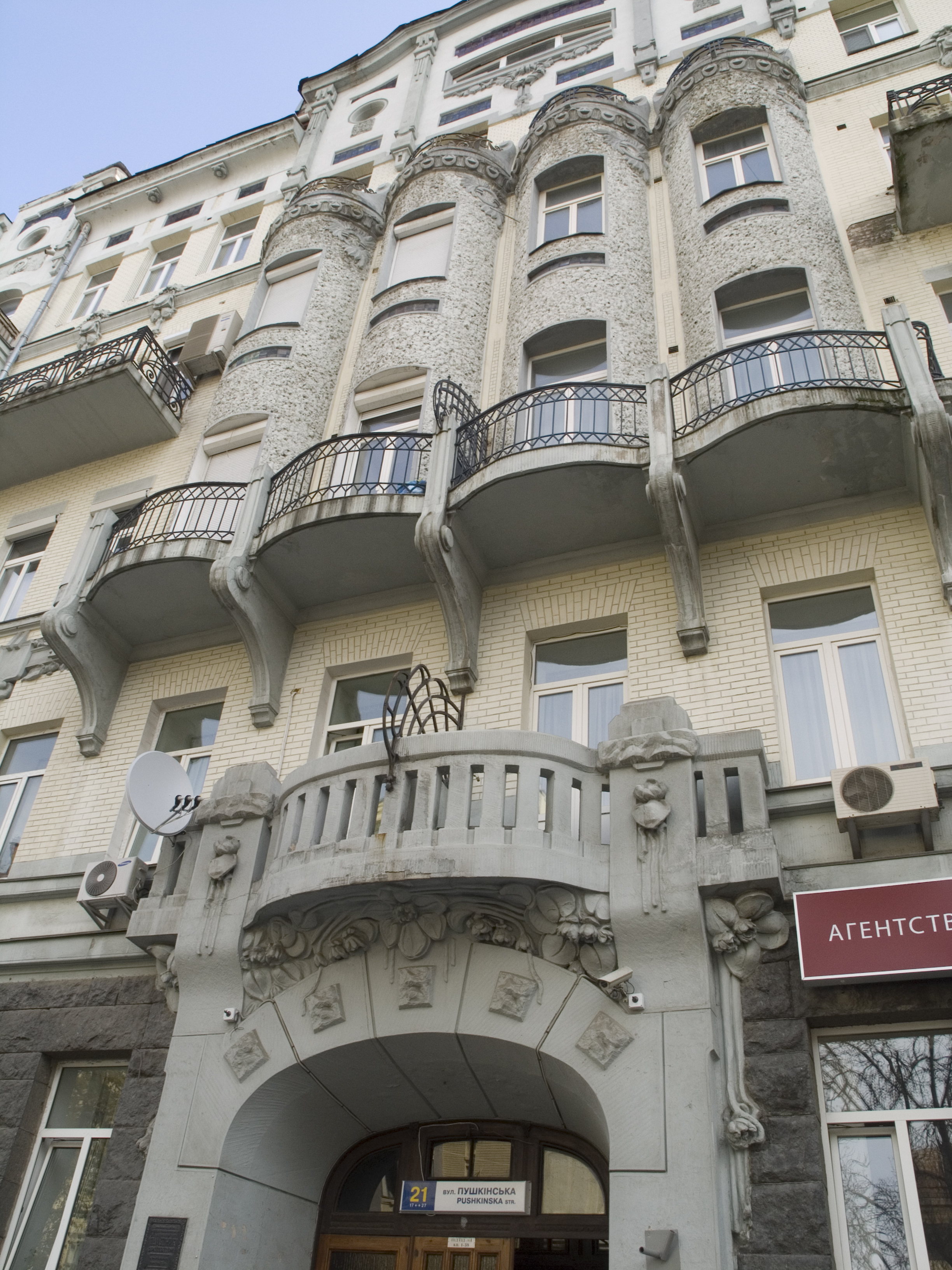